# Jacques-François Rosart
Jacques-François Rosart, né en 1714 à Namur et mort le 26 mai 1777 à Bruxelles, est un graveur et créateur de caractères des Pays-Bas autrichiens (aujourd’hui Belgique).
Rosart a travaillé comme graveur à Haarlem dans les Provinces-Unies (aujourd’hui Pays-Bas) à partir de 1740, à son propre compte à partir et ensuite pour son concurrent Johan Enschedé & Zonen chez qui il a travaillé avec Joan Michael Fleischman. Après son arrivée à Bruxelles en 1759, a exploité avec succès une fonderie de caractères. Il a créé des polices de style caractères de transition, des polices calligraphiques, qu’il appelait un style Financière, des polices musicales et des caractères de titrage.
Des polices numériques basées sur le travail de Rosart ont été publiées dont notamment: Rosart de Katharina Köhler,,, plusieurs polices du Rosart Project, et Epicene de Klim Type Foundry.

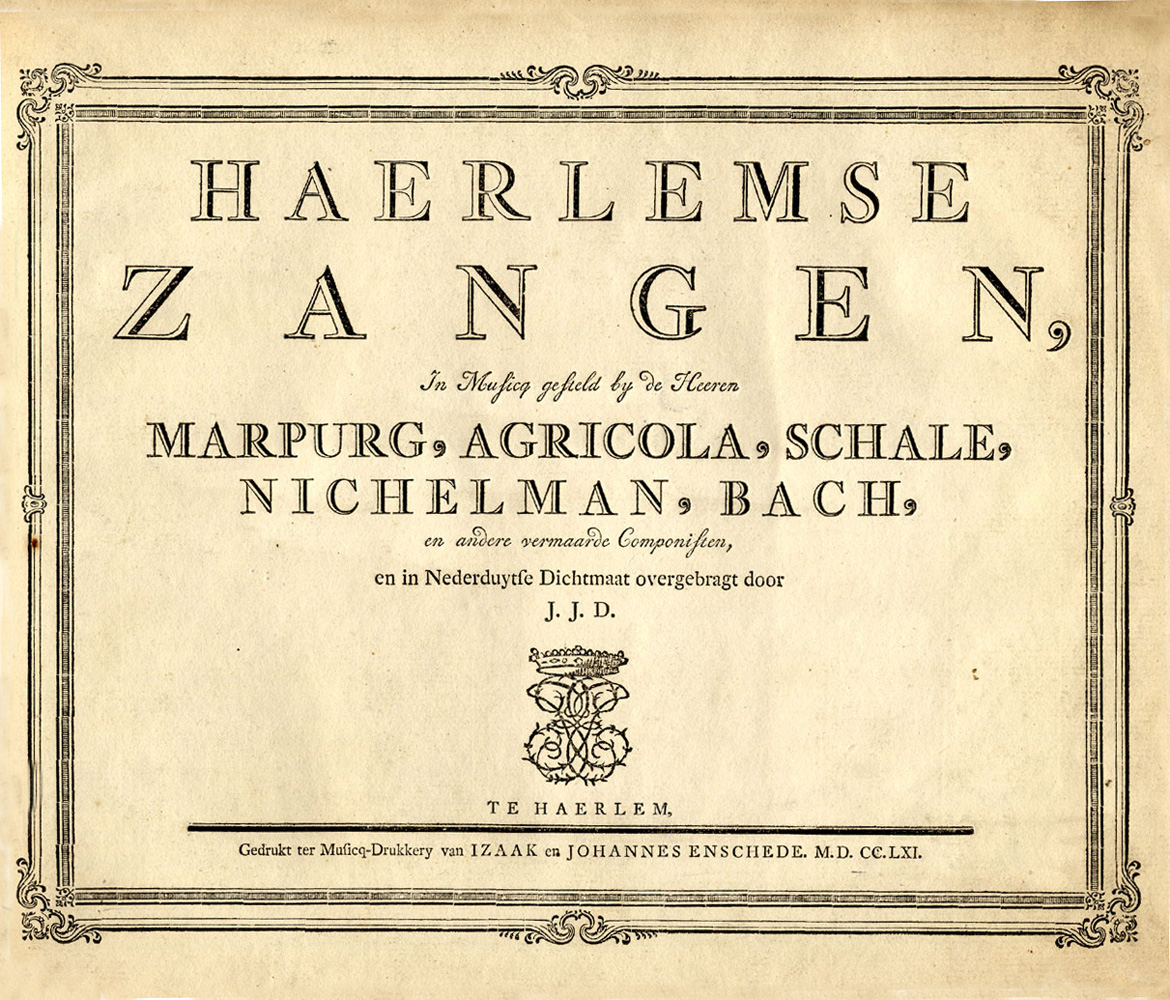
Haerlemsche Zangen publié chez Enschedé en 1761, avec les caractères de Rosart.
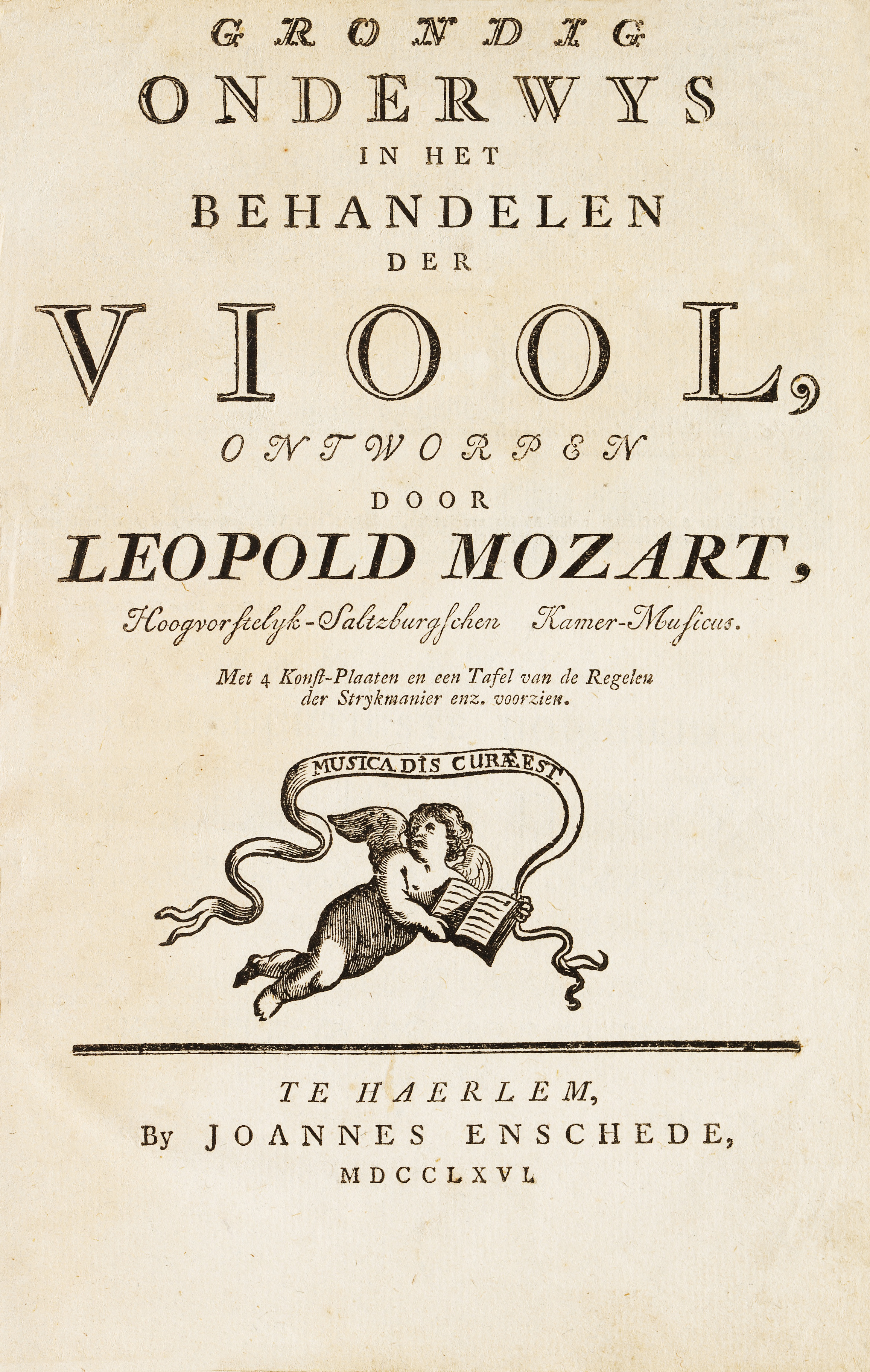
Grondig onderwys in het behandelen der viool publié chez Enschedé en 1766, avec les caractères de Rosart.
- Spécimen de Financière en 1768.